# NGC 1313
NGC 1313 este o galaxie spirală barată situată în constelația Reticulul. A fost descoperită în 27 septembrie 1826 de către James Dunlop. Se află la o distanță de 4,25 megaparseci de Pământ.